# Orde van het Heilig Graf in Jeruzalem (Frankrijk)
De Orde van het Heilig Graf in Jeruzalem werd in 1496 door Paus Alexander VI nieuw leven ingeblazen als een ridderorde die het christelijke Europa zou verdedigen tegen de oprukkende moslims. Ook een vroom, matig en kuis leven en hulp aan weduwen en wezen behoorden tot de doelstellingen en plichten van de ridders. De orde verspreidde zich door geheel (katholiek) Europa maar raakte in de 18e eeuw in verval.

Op 19 augustus 1814 gelastte de uit een jarenlange verbanning teruggekeerde Franse koning Lodewijk XVIII dat de Franse orden zouden worden hervormd en dat een "Orde van het Heilig Graf in Jeruzalem"  met 450 leden in de graden van grootofficier, officier, ridder en novice  deel van de Franse orden uit zou maken. Ieder lid zou een eenmalige bijdrage van 3000 frank moeten storten.
Na revolutie van 1830 werd de orde afgeschaft.
De Orde van het Heilig Graf van Jeruzalem bestaat in een andere vorm nog voort als een internationale katholieke Ridderorde onder bescherming van het Vaticaan.
Ackermann vermeldt deze Orde als een historische orde van Frankrijk.